# Tarja Turunen
Tarja Soile Susanna Turunen Cabuli (n. 17 august 1977, Kitee) este o soprană lirică, compozitoare și pianistă finlandeză care a obținut notorietate pe plan internațional ca solistă a formației de metal simfonic Nightwish, alături de care a cântat între 1996 și 2005. Ulterior ea și-a făcut debutul discografic pe plan independent și a lansat trei albume de studio până în prezent.
Tarja și-a început cariera muzicală în anul 1996, când a pus alături de instrumentiștii Tuomas Holopainen și Emppu Vuorinen bazele formației Nightwish. Interpreta a cântat alături de acest grup până în 2005, când a fost demisă prin intermediul unei scrisori deschise. În luna decembrie a aceluiași an Tarja a început un turneu european care a durat până la sfârșitul anului 2006, moment în care a lansat primul său album de studio, intitulat Henkäys Ikuisuudesta. În 2007 Tarja a înregistrat un album de muzică metal, My Winter Storm, și a concertat pe plan internațional până în toamna anului 2009. Cel mai recent album al interpretei poartă numele What Lies Beneath (2010), iar campania sa de promovare aferentă s-a încheiat în martie 2012.
Profilul vocal al Tarjei Turunen se încadrează în categoria sopranelor lirice, iar întinderea sa vocală măsoară aproximativ trei octave. Glasul său a fost caracterizat drept „puternic și emotiv”, iar Tarja este recunoscută pentru tehnicitatea impresionantă cu care interpretează atât metal, cât și muzică clasică.

## Biografie

### Copilăria și primele activități muzicale (1977 — 1995)
Tarja Soile Susanna Turunen s-a născut la data de 17 august 1977 în satul Puhos, apropiat de orașul Kitee, Finlanda și este mezina familiei sale; ea are un frate mai mare Timo și unul mai mic, Toni. Mama sa, Marjatta, a lucrat în administrația publică, iar tatăl său, Teuvo, a fost dulgher. Încă de la o vârstă fragedă, Tarja și-a arătat interesul pentru muzică, la trei ani interpretând cântecul „Enkeli taivaan” în biserica din Kitee. Părinții săi au încurajat-o să cânte, iar tânăra interpretă avea să cânte pentru o perioadă în corul bisericii, iar de la șase ani a luat lecții de pian.
În școala primară Turunen s-a implicat în mai multe proiecte muzicale. Prima sa profesoară de pian, Kirsti Nortia-Holopainen își amintește că „Tarja a fost într-o școală în care mulți elevi erau pasionați de muzică. Chiar și așa s-a făcut remarcată și a cântat foarte mult. Cred că a participat la toate serbările școlii.” Profesorul său de muzică, Plamen Dimov, a explicat că „în momentul în care-i dădeam Tarjei o notă, imediat o reproducea. În tot acest timp cu ceilalți copii trebuia să repet de trei, patru sau cinci ori.” Fiind o elevă conștiincioasă, Tarja era apreciată de profesori, iar colegele sale au privit-o cu invidie și au agresat-o fizic în repetate rânduri.
La vârsta de cincisprezece ani Tarja a părăsit satul natal pentru o studia la „Liceul de Muzică și Arte” din orașul Savonlinna; în aceeași perioadă interpreta a început să ia lecții de canto și a studiat diferite tehnici interpretative. În adolescență Tarja a fost puternic influențată de muzica cântărețelor Whitney Houston și Aretha Franklin și își dorea să urmeze o carieră în muzica soul: „Whitney Houston a fost idolul meu. Întotdeauna mi-am dorit să fiu exact ca ea și adesea încercam să o imit, iar profesorului meu îi plăcea acest lucru. El mi-a spus mereu că aș putea fi următoarea Whitney. Totuși, într-o zi am început să studiez muzica clasică, iar el nu a mai vorbit niciodată cu mine. Cred că decizia mea l-a dezamăgit, el ar fi vrut ca eu să cânt muzică soul.”
Ulterior Turunen avea să asculte muzica sopranei britanice Sarah Brightman (în special opera „Fantoma de la operă”), iar odată cu încheierea studiilor liceale ea s-a mutat în Kuopio, unde și-a continuat lecțiile de canto și a studiat muzica clasică în cadrul Academiei „Sibelius”. În acest loc Tarja și-a îmbunătățit abilitățile vocale și i-a întâlnit pe Tuomas Holopainen și Emppu Vuorinen, cei doi muzicieni alături de care avea să pună ulterior bazele formației Nightwish.

### Tarja și «Nightwish» (1996 — 2005)

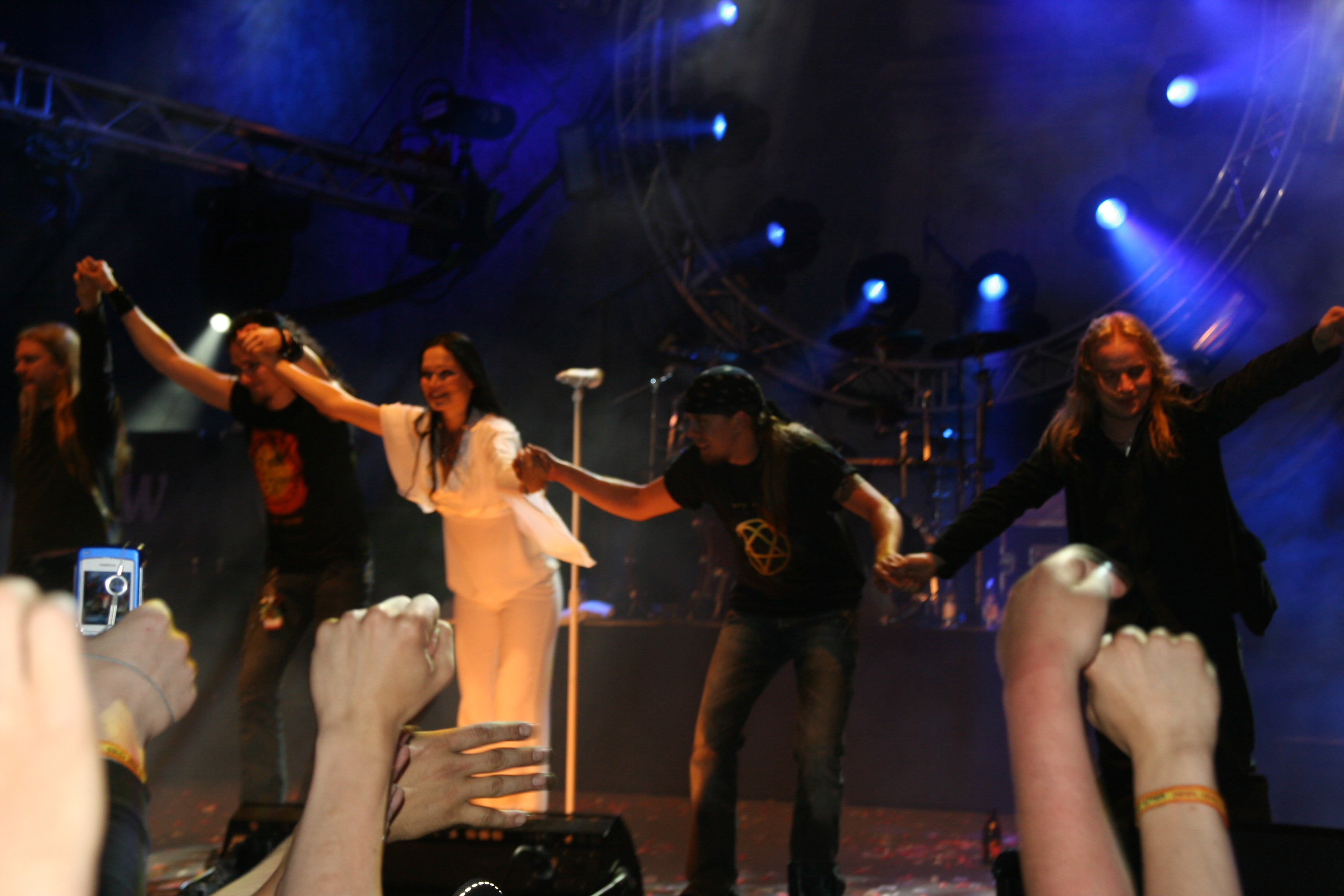
Tarja Turunen cu Nightwish la Himos Festival în Jämsä, Finlanda, pe 25 iunie 2005

În anul 1996 Tarja Turunen îi răspunde invitației pianistului Tuomas Holopainen și pune alături de acesta bazele unei formații de muzică acustică. Ulterior cei doi înregistrează alături de chitaristul Emppu Vuorinen un disc demonstrativ de muzică metal intitulat Nightwish, iar acesta avea să devină și numele formației. Holopainen a explicat că ei au realizat treptat că vocea Tarjei era mult prea dramatică pentru un proiect acustic și că abordarea unui stil muzical mai complex era ideal. Un al doilea disc demonstrativ conținând piese „mai bombastice, mai dramatice” a fost înregistrat în septembrie 1997; odată ce materialul a fost ascultat de către reprezentanții casei de discuri Spinefarm Records, cele două părți au semnat un contract de management. De asemenea, pe parcursul aceluiași an Turunen a participat pe cont propriu la „Festivalul de Operă din Savonlinna”, unde a interpretat compoziții clasice compuse de Richard Wagner și Giuseppe Verdi.
Primul album de studio al grupului, intitulat Angels Fall First, a fost lansat în noiembrie 1997; discul conține unsprezece compoziții încadrate în genul metal simfonic, a obținut locul 31 în clasamentele de specialitate din Finlanda și a primit recenzii variate din partea criticilor. Reprezentanții casei de discuri Spinefarm Records au fost surprinși de reacțiile pozitive primite și i-au acordat formației conduse de Tarja șansa de a susține un turneu local în stagiunea 1997-1998. Din cauză că petrecea foarte mult timp concertând alături de Nightwish, Turunen a fost nevoită să-și întrerupă studiile academice. Adevăratul succes discografic al grupului avea să vină la finele anului 1998, odată cu lansarea albumului Oceanborn. Piesele de pe acest LP conțineau mai puține influențe folk și aveau în schimb melodii dramatice care îi puneau în valoare abilitățile vocale ale Tarjei.

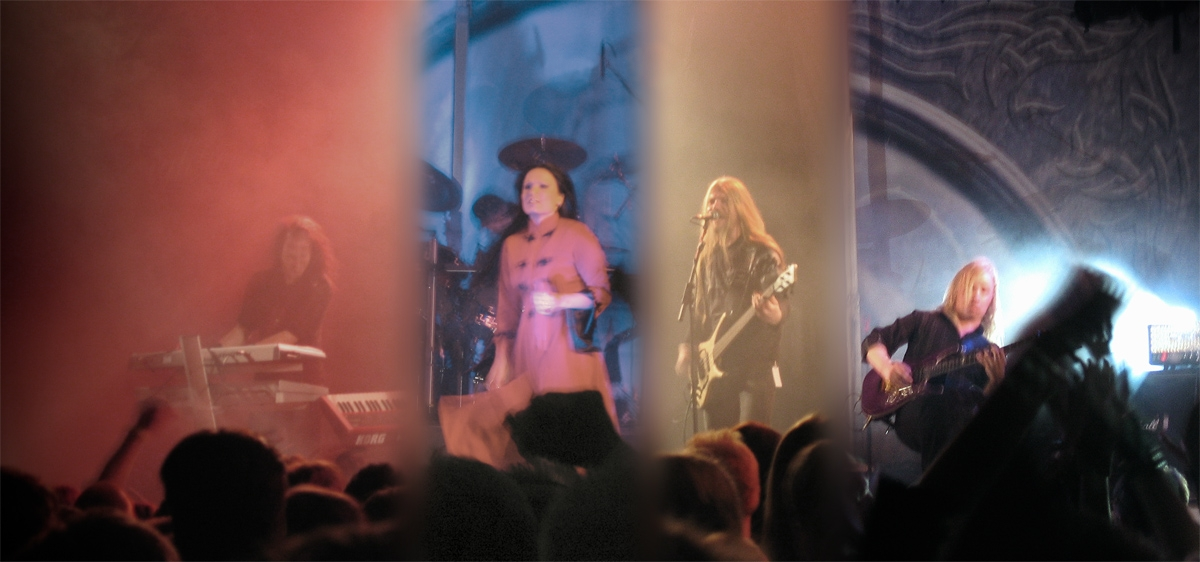
Tarja cu Nightwish în Kitee, Finlanda, pe 22 mai 2004

În timp ce muzica grupului Nightwish dobândea popularitate în Europa, Tarja a participat în anul 1999 la câteva dintre concertele formației Waltari, susținute la Opera Națională Finlandeză. Acestea purtau numele de „Evankeliumi” și aveau ca temă muzica rock, iar biletele pentru fiecare spectacol la care a participat Tarja au fost vândute rapid. În următorii doi ani Turunen a lansat două albume de studio alături de Nightwish — Wishmaster (2000) și Over the Hills and Far Away (2001) — și a concertat extensiv în Europa și America de Sud pentru a le promova. De asemenea, în anul 2000 interpreta s-a înscris la Universitatea de Muzică din Karlsruhe, Germania, unde a studiat muzica clasică; ea a ales să nu studieze în Finlanda pentru că profesorii din țara sa natală nu credeau că solista unei formații de muzică metal poate învăța tehnicile clasice de interpretare. În aceeași perioadă ea a participat la înregistrările noului album Nightwish, intitulat Century Child (2002), și a cântat alături de formația argentiniană Beto Vázquez Infinity.
Pe parcursul anului 2002 Turunen a concertat în America de Sud, interpretând melodii clasice în cadrul proiectului Noche Escandinava. În același an, Tarja a cântat alături de Nightwish într-un turneu de promovare dedicat albumului Century Child, iar la încheierea acestuia grupul a luat o pauză, timp în care Turunen s-a întors în orașul Karlsruhe. În aceeași perioadă Tarja l-a întâlnit pe afaceristul argentinian Argentine Marcelo Cabuli cu care avea să se căsătorească în 2003. Formația Nightwish s-a reunit la finele aceluiași an pentru a începe înregistrările discului Once (2004). Acest material discografic a fost intens aclamat de către criticii de specialitate, care au apreciat progresul vocal făcut de către Turunen. În primăvara anului 2004 Tarja a concertat alături de ansamblul Noche Escandinava pentru a doua oară, iar în ziua de Crăciun ea a lansat un disc single, intitulat „Yhden Enkelin Unelma”, care a primit discul de aur în Finlanda. Ulterior, în primăvara anului 2005, cântăreața a înregistrat un duet cu artistul de origine germană Martin Kesici, intitulat „Leaving You for Me”.

### Despărțirea de Nightwish (2005)
După înregistrarea în Hartwall Areena (Helsinki) pe 21 octombrie 2005 a albumului în concert End of an Era (realizat în iunie 2006), patru dintre membrii formației Nightwish au decis că e mai bine să continue fără Tarja Turunen. Sentimentele lor au fost exprimate într-o scrisoare care a fost dată Tarjei de Tuomas Holopainen după concert, și apoi postată pe site-ul formației. Justificarea principală a concedierii interpretei, dată în scrisoare, este că grupul a simțit că soțul ei, Marcelo Cabuli, și interesele comerciale i-au schimbat atitudinea solistei față de formație. Turunen a spus despre concediere că a șocat-o în întregime, ea nefiind înștiințată înainte să primească scrisoarea. Ea a declarat că atacurile personale asupra ei și a soțului său sunt nejustificate, precum și că scrisoarea deschisă publicului a fost „necugetată și crudă”. Ea și-a exprimat aceste sentimente prin scrisoarea ei proprie deschisă publicului, care a fost publicată pe site-ul ei personal, și la diferite televiziuni, reviste și interviuri pentru ziare. În intervalul 1997-2005 Tarja a concertat în întreaga lume alături de formația Nightwish, mai puțin în Africa și Antarctica, cântând în fața a peste 500.000 de oameni.

### Cariera solo (2005 — prezent)

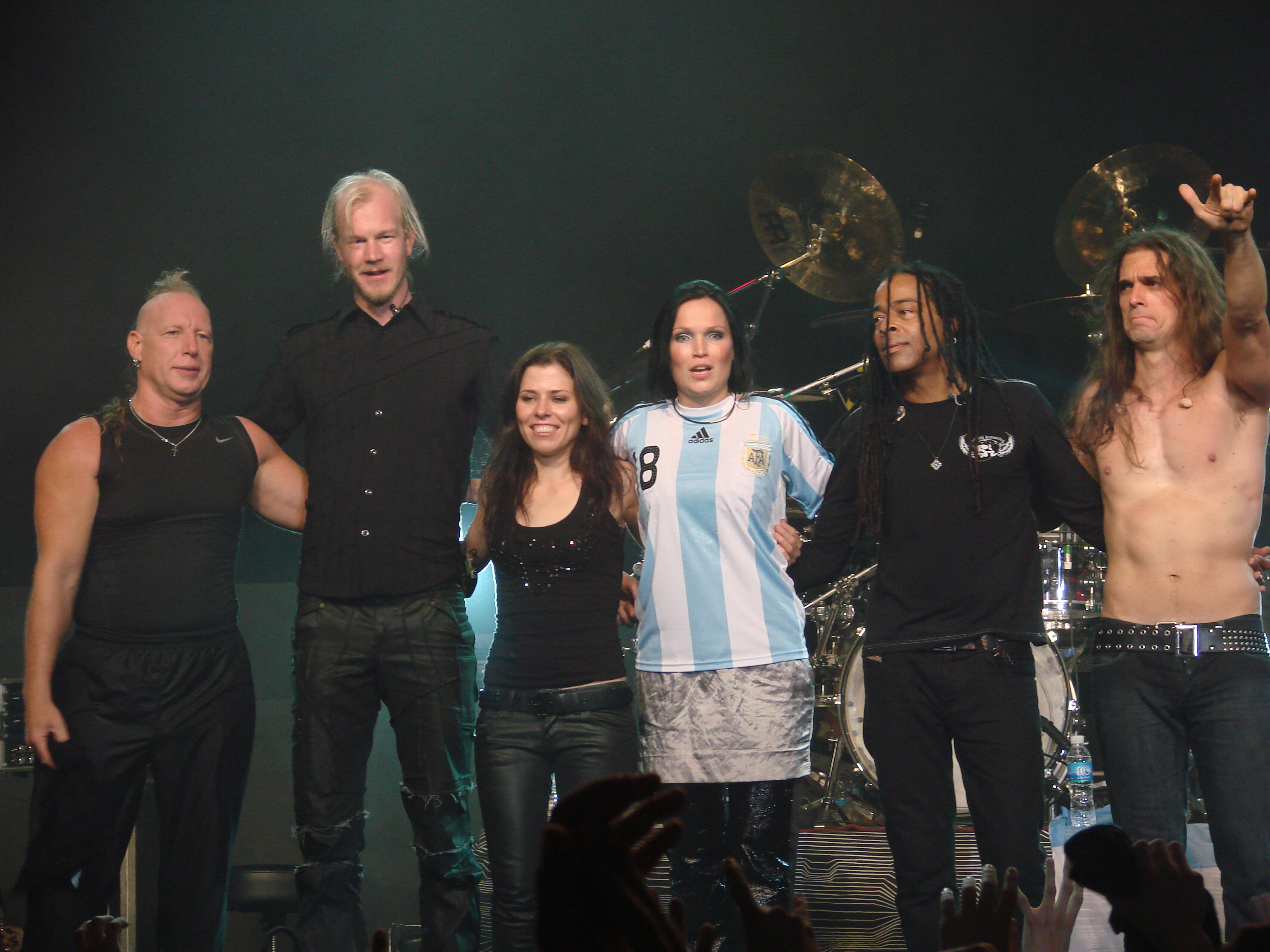
Tarja Turunen cu trupa sa de suport în Buenos Aires, Argentina, 6 septembrie 2008

Odată cu încheierea contractului avut cu formația Nightwish, Tarja Turunen și-a început cariera solo printr-o serie de concerte susținute la finele anului 2005 în Finlanda, Germania, Spania și România. Având în vedere că Tarja se pregătea să înregistreze un nou album alături de Nightwish și nu se aștepta să fie concediată, aparițiile sale publice programate pentru 2006 au fost puține la număr. În iulie Tarja a cântat la „Festivalul de Operă din Savonlinna”, unde a fost acompaniată de tenorul Raimo Sirkiä și de Orchestra Simfonică Kuopio. Ea a interpretat arii clasice precum „O mio babbino caro” de Giacomo Puccini sau „Libiamo ne' lieti calici” de Giuseppe Verdi, dar și câteva compoziții moderne precum „Don't Cry for Me Argentina” sau „Phantom of the Opera” de Andrew Lloyd Webber. În noiembrie 2006 interpreta a lansat primul său album de studio, intitulat Henkäys Ikuisuudesta; discul conține paisprezece cântece dedicate sărbătorilor de iarnă și a fost un succes comercial în Finlanda, primind discul de platină pentru vânzări de peste 50.000 de exemplare. La finele anului 2006 Tarja a participat la un concert caritabil organizat de UNICEF și a susținut un recital pentru televiziunea finlandeză YLE TV2, peste 450.000 de telespectatori urmărindu-i apariția. Răsplata prestației muzicale de calitate a Tarjei pe parcursul anului 2006 este reprezentată de nominalizarea primită la categoria „Solistul anului” din cadrul premiilor Emma.
Tarja a început înregistrările pentru un nou material discografic la începutul anului 2007, majoritatea pieselor fiind compuse în colaborare cu producători precum Anders Wollbeck, Mattias Lindblom sau Harry Sommerdahl. De asemenea, compozitorul american James Dooley a avut un aport decisiv în crearea discului, intitulat My Winter Storm. Materialul conține optsprezece compoziții care variază din punct de vedere stilistic de la metal simfonic până la muzică clasică. Fiind lansat la data de 14 noiembrie 2007, My Winter Storm a obținut poziții înalte în clasamentele de specialitate din Europa și a primit discul de platină în Finlanda, iar vânzările de peste 120.000 de exemplare din Germania i-au adus discul de aur. La finele anului 2007 Tarja a primit o nominalizare la premiile Echo (categoria „Debutul anului”) și o mențiune la gala Emma (secția „Cel mai bun cântăreț”). Promovarea albumului My Winter Storm a constat în lansarea pe disc single a pieselor „I Walk Alone”, „Die Alive” și „Enough”, dar și prin susținerea unui turneu care a început în noiembrie 2007 în Berlin și s-a încheiat în octombrie 2009 în Londra.
În decembrie 2008 interpreta a lansat primul său disc EP, intitulat The Seer, iar albumul My Winter Storm a fost relansat într-o ediție specială în ianuarie 2009. În toamna anului 2009 Tarja a înregistrat trei cântece care aveau să fie incluse pe albumul de Crăciun Maailman kauneimmat joululaulut, banii obținuți în urma acestuia fiind donați spre caritate. De asemenea, interpreta a imprimat în luna decembrie un duet cu formația Scorpions care poartă numele „The Good Die Young” și a fost inclus pe albumul Sting in the Tail.

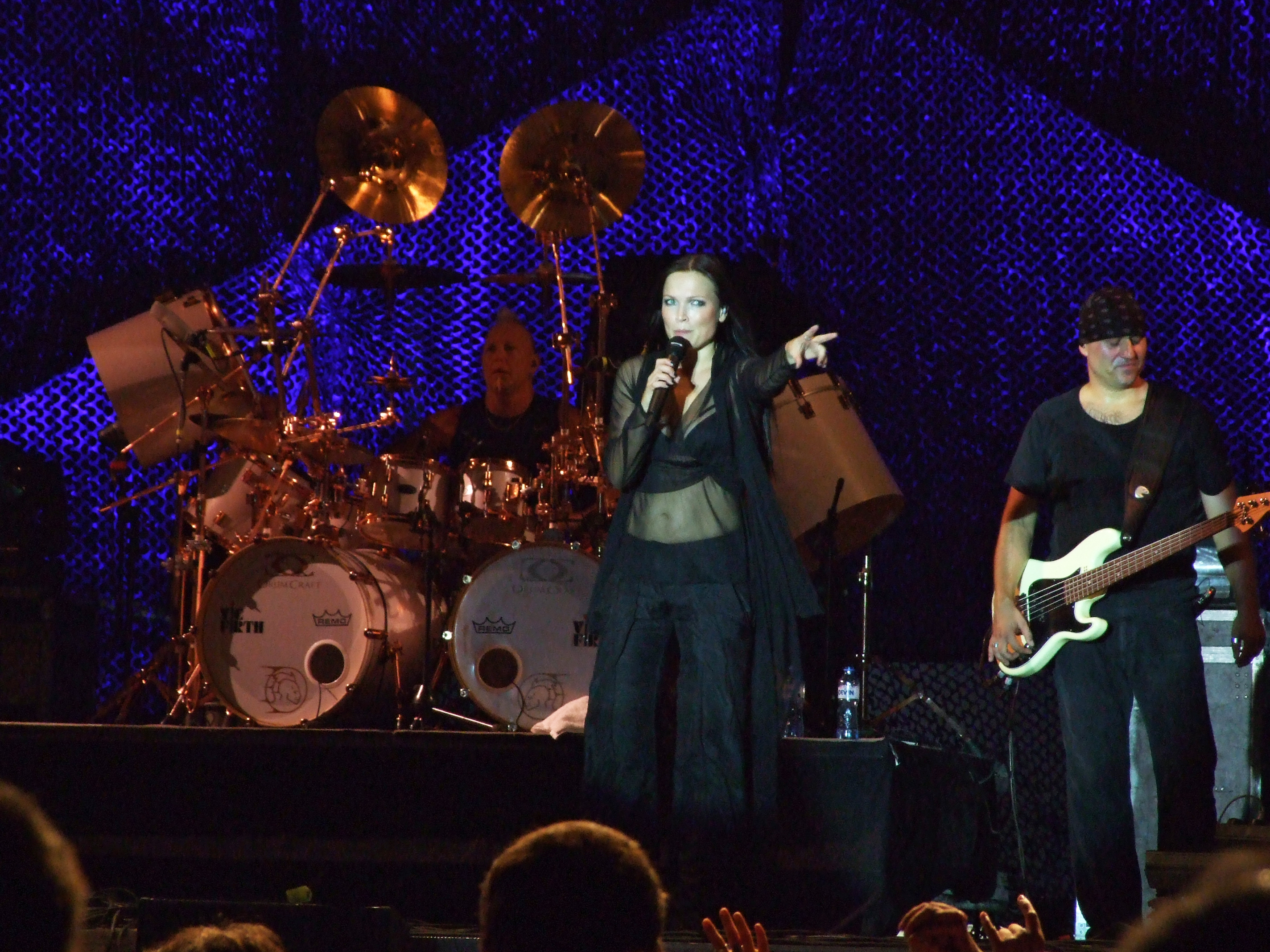
Tarja Turunen live în Cavarna, Bulgaria, 23 iulie 2010

Tarja a început să lucreze la cel de-al treilea album de studio în prima parte a anului 2009, iar sesiunile de înregistrare aveau să se încheie în aprilie 2010. Purtând numele What Lies Beneath, albumul a fost lansat la data de 31 august 2010 și spre deosebire de predecesorul, Tarja s-a implicat în scrierea tuturor celor unsprezece piese; printre coproducători s-au numărat Michelle Leonard, Kerli și Johnny Andrews. Discul a fost apreciat de critici pentru „abordarea originală asupra muzicii clasice și metal” și s-a bucurat de succes comercial în Europa și America de Sud. În 2010 Tarja a cântat în deschiderea concertelor susținute de cântărețul Alice Cooper în Germania, iar în iulie 2011 a susținut un recital alături de tenorul José Cura în cadrul „Festivalului de Operă din Savonlinna”. Pentru a promova albumul What Lies Beneath Tarja a lansat pe disc single cântece precum „Falling Awake”, „I Feel Immortal” sau „Until My Last Breath”, iar un turneu aferent a debutat în iunie 2010 și se va încheia în martie 2012.
La 17 noiembrie 2011 Tarja a lansat primul său album în concert, intitulat In Concert - Live At Sibelius Hall; materialul a fost înregistrat în cadrul proiectului numit Harus, din care mai fac parte pianistul Kalevi Kiviniemi, chitaristul Marzi Nyman și bateristul Markku Krohn. De asemenea, Tarja a confirmat într-un articol pe pagina sa web oficială că a început să lucreze la un nou album de muzică rock.
În martie 2012, Tarja a câștigat titlul de „Cel mai bun interpret crossover european” cu peste 100.000 de voturi. În mai 2013, Tarja a anunțat că va lansa cel de-al patrulea album solo, Colours In The Dark. Pe data de 31 mai a lansat primul single de pe album, Never Enough, iar pe 28 august albumul a fost lansat digital. În septembrie 2013 a fost dezvăluit faptul că Tarja va cânta alături de Within Temptation piesa principală de pe EP-ul formației Within Temptation, Paradise (What About Us?), lansat pe 27 septembrie.

## Vocea și calitățile interpretative

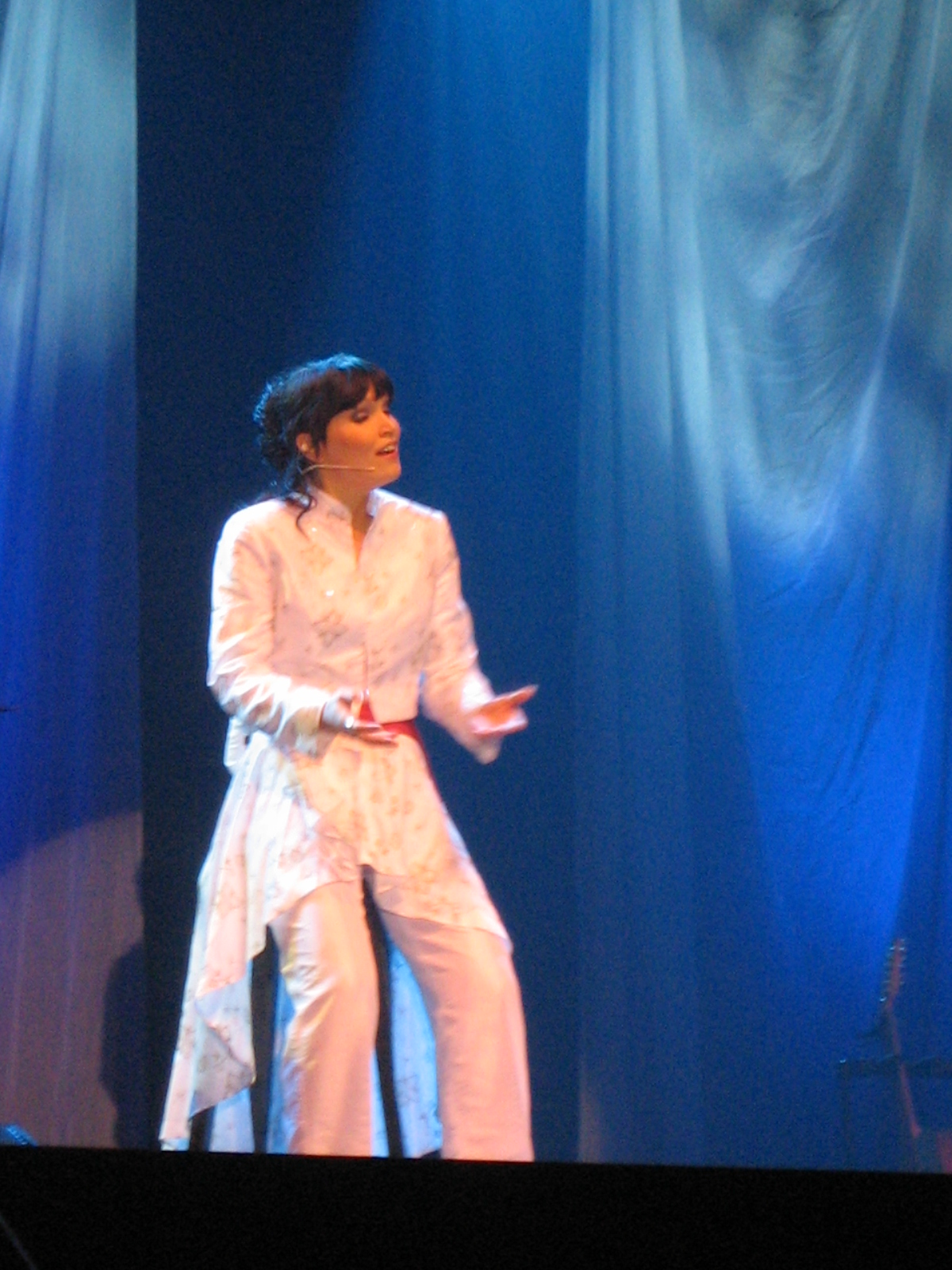
Tarja într-un concert de muzică clasică (Finlanda, 3 decembrie 2006).

În adolescență Tarja a cântat compoziții specifice mezzo-sopranelor dramatice, însă după mulți ani de studiu interpreta a dobândit tehnica vocală necesară unei soprane lirice. Întinderea sa vocală măsoară aproximativ trei octave, iar din cauza faptului că în tinerețe repertoriul său era destinat unei mezzo-soprane, Tarja are o „voce destul de gravă pentru o soprană”. Turunen a declarat că la începutul colaborării cu formația Nightwish a fost dificil să cânte muzică metal fără să-și rănească corzile vocale. Totuși, în timp ea a învățat să își controleze glasul astfel încât să poată cânta piese rock, iar datorită progresului său piesele lansate de Nightwish — metal simfonic — au fost foarte apreciate la începutul anilor 2000. De asemenea, deși a interpretat frecvent arii de operă, Turunen nu se consideră a fi o cântăreață de operă în adevăratul sens al cuvântului. Tarja s-a declarat încântată de faptul că ascultătorii i-au rămas fideli de-a lungul timpului, deși pe parcursul carierei sale a cântat atât metal, cât și muzică clasică.
Vocea Tarjei a fost intens apreciată de criticii de specialitate, care au numit-o „puternică și emotivă”; totuși, unii editori au fost de părere că glasul său este mult prea tehnic pentru muzica metal, dar și-au încheiat recenziile spunând că Tarja cântă piese rock surprinzător de bine pentru studiile clasice avute. Odată cu lansarea albumului Angels Fall First (1997) criticii spuneau că „Tarja este o cântăreață extrem de talentată, care a studiat suficient de mult încât să fie una dintre cele mai bune interprete din lume.” După ascultarea discului Oceanborn (1998), editorii site-ului Sputnik aveau să spună că Turunen „este una dintre cele mai bune soliste ale acestei generații... vocea sa este foarte emotivă și se potrivește foarte bine cu melodiile [metal].” Într-un interviu acordat revistei Mystic Art Tarja a mărturisit că pe parcursul sesiunilor de înregistrare ale acestui disc s-a temut că nu avea tehnica necesară pentru a cânta anumite secțiuni complexe ale materialului.
Odată cu înregistrarea discului Over the Hills and Far Away (2001), Tarja a interpretat în registre grave, nespecifice sopranelor, însă a avut nevoie de ore suplimentare de canto pentru a-și extinde ambitusul. Mai mult, în vederea lansării albumului Century Child (2002), Tarja a încercat să cânte „într-un stil mai rock”, însă nu a fost mulțumită de rezultate decât după publicarea discului Once (2004).
„M-am simțit foarte bine pe parcursul înregistrărilor discului «Once» pentru că am încercat să-mi schimb stilul interpretativ încă de la «Century Child», având în vedere că Tuomas a cerut acest lucru, cântecele cereau acest lucru... Am muncit foarte mult și nu am reușit să-mi ating scopul cu «Century Child», nu am fost foarte încântată de rezultat. Cu «Once» totul a decurs în mod natural. După cum am mai spus, am fost nevoită să muncesc din greu pentru că timp de zece ani am cântat folosind tehnica clasică și a trebuit să o iau de la capăt și să mă gândesc la alte stiluri. Bineînțeles că interpretez folosindu-mă de tehnicile clasice, nu cânt niciodată cu vocea cu care vorbesc.”
Recenziile criticilor de specialitate cu privire la materialul Once au fost favorabile: „Tarja Turunen își completează tehnica clasică cu un stil interpretativ mult mai convențional și sună mai bine ca niciodată.” De asemenea, odată cu lansarea albumelor în concert From Wishes to Eternity (2001) și End of an Era (2005), recenzorii au apreciat abilitatea Tarjei de a menține calitatea înaltă a interpretărilor de studio chiar și în timpul concertelor.

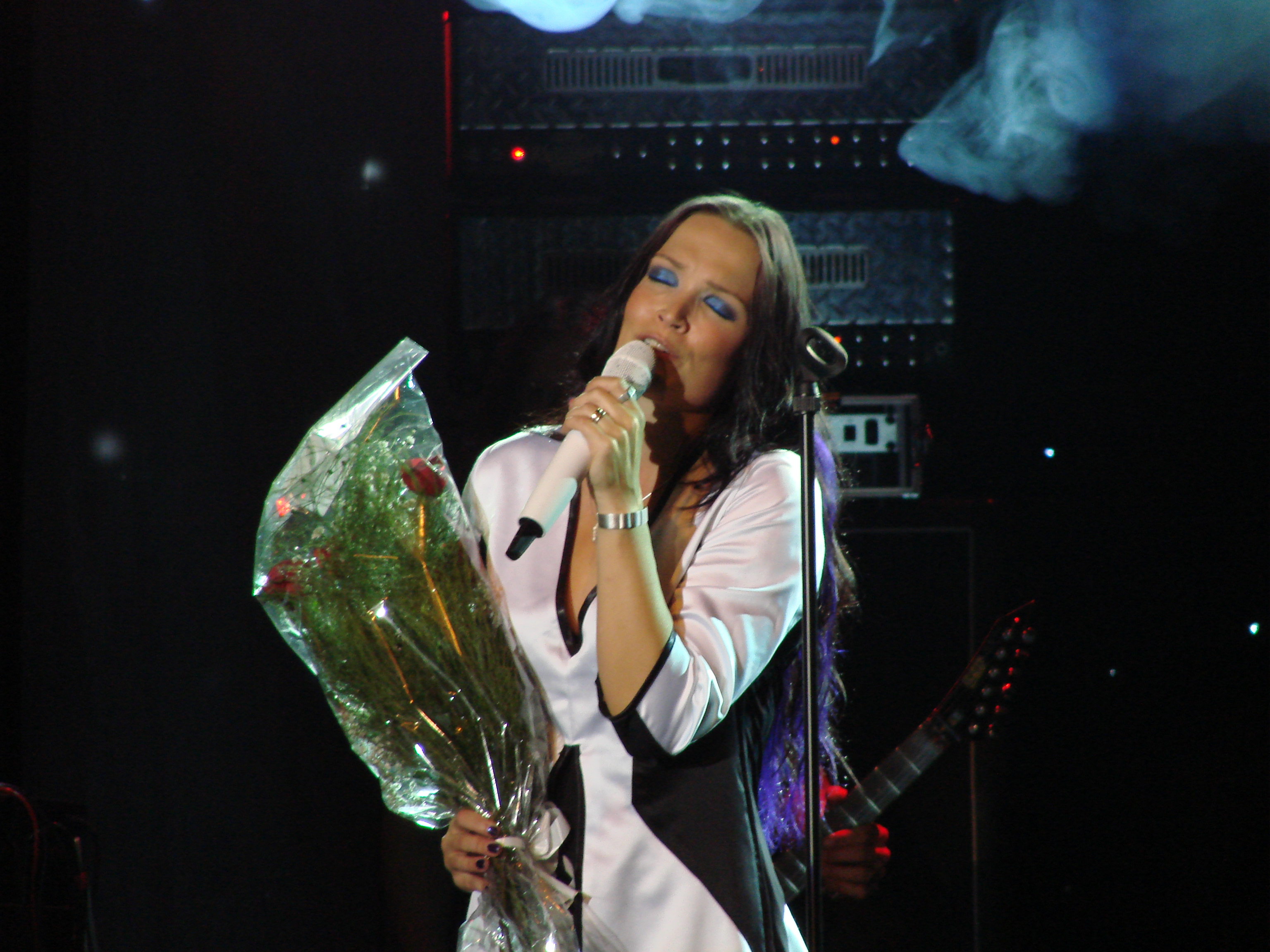
Tarja Turunen live în Buenos Aires, Argentina, 26 mai 2009

Odată cu înregistrarea albumului My Winter Storm (2007) Turunen a îmbinat stilul interpretativ clasic cu cel rock, iar editorul Frank Rauscher observa că „vocea sa clasică plutește curajos peste sunete orchestrale și chitare brutale. Precum o pasăre phoenix ea se ridică în mod repetat și triumfă peste liniile melodice ample, fiind câteodată stimulată de coruri de femei.” De asemenea, Tarja s-a declarat mulțumită de interpretarea sa de pe acest album și de faptul că și-a folosit întregul ambitus de „aproape trei octave”. Unii recenzori au afirmat că „vocea Tarjei este atât de puternică încât este greu de găsit muzica care să o avantajeze fără a suna generic”, acesta fiind unul dintre punctele slabe ale discului My Winter Storm. Totuși, discul What Lies Beneath (2010) a fost descris drept „un material compact, în care impresionanta sa voce intră foarte ușor în armonie cu instrumentalele.”
Mezzo-soprana olandeză Simone Simons a declarat în repetate rânduri că Tarja a fost cea care a inspirat-o să studieze muzica clasică și să aplice ceea ce a învățat într-o formație de muzică metal.

## Tarja în România
Pe parcursul colaborării sale cu formația Nightwish, Tarja a concertat de două ori în România: prima dată la Sala Palatului pe 19 noiembrie 2004, iar următorul recital a avut loc tot în București, la Sala Polivalentă, pe 30 septembrie 2005. Interpreta a susținut primul său concert solo în România în mai 2004, când a avut un recital de lied alături de proiectul Noche Escandinava în capitală. Tarja a revenit în țară un an mai târziu cu ocazia unui concert avut la Sibiu în decembrie 2005. Soprana a avut un recital la Sala Palatului pe 22 iunie 2009 cu scopul de a promova albumul My Winter Storm. De asemenea, Tarja s-a numărat printre invitații de onoare ai festivalului Artmania (Sibiu, august 2011). Turunen a cântat pentru a șaptea oară în România la data de 25 ianuarie 2012, într-un concert ce-a făcut parte din campania de promovare aferentă discului What Lies Beneath. Ea revine în România în noiembrie 2014 și decembrie 2015 la Ateneul Român. 
Revine pe 4 decembrie 2023, la Arenele Romane, în București, și la Cluj-Napoca pe 5 decembrie, și pe 22/23 decembrie 2024, în turneele Dark Christmas, fiind de 3 ori consecutiv, în 2022, 2023 și 2024, la Cluj-Napoca și București.  
De asemenea, revine în 2025 în România, alături de Marko Hietala, fiind fost membru al formației de metal simfonic Nightwish,  în turneul Living the Dream, pe 31 martie la Form Space în Cluj-Napoca, și pe 1 aprilie la Sala Palatului, în București, fiind prima dată unde se reîntâlnesc într-un concert în București, după 20 de ani, ultima apariție împreună fiind în 2005, în timpul turneului trupei Nightwish pentru albumul Once.

## Discografie
| - Henkäys Ikuisuudesta (2006) - My Winter Storm (2007) - What Lies Beneath (2010) - Colours in the Dark (2013) - Yhden Enkelin Unelma (2004) - You Would Have Loved This (2006) - I Walk Alone (2007) - Die Alive (2008) - Enough (2009) - Falling Awake (2010) - I Feel Immortal (2010) - Until My Last Breath (2010) - Underneath (2011) - Into The Sun (2012) - Victim of Ritual (2013) - 500 Letters (2013) - Yhden Enkelin Unelma (2004) - The Seer (2008) - Never Enough (2013) - Act I : Live in Rosario (2012) - Live in Luna Park (2012) - TBA (2014) | - Beto Vázquez Infinity (album) (2001) - Tuulikello - Anssi Tikanmäki´s Pop-Levy (2001) - Leaving You for Me (2005) - Tired of Being Alone - Tag und Nacht (2005) - In The Picture - Nuclear Blast All-Stars: Into the Light (2007) - Walking With the Angels - Fear No Evil (Doro album) (2009) - Maailman Kauneimmat Joululaulut (album) (2009) - The Good Die Young (Scorpions) - Sting in the Tail (2010) - Never Too Far (York and Mike Oldfield) - Tubular Beats (2013) - Paradise (What About Us?) (Within Temptation) - Paradise (What About Us? EP) (2013) and Hydra (2014) - Stand Away și Wuthering Heights (Angra) - Angels Cry 20th Anniversary Tour (2013) - Savonlinna Taidelukion - Romeo Ja Julia (1995) - Uotinen & Waltari - Evankeliumi (1999) - Noche Escandinavia II - A Finnish evening from Buenos Aires Argentina (2004) - Tarja Turunen & Harus - In Concert - Live at Sibelius Hall (2011) - Cameo role on Yhtä Kyytiä - Mad Rush (Partners in Crime) Movie (2011) - Outlanders (Tarja & Torsten Stenzel & Walter Giardino) (2011-present) - Beauty and the Beat (Tarja & Mike Terrana + Orchestra and Choir) (2011-present) - TBA - ...and the success of the album “Harus” will be followed by the first-ever classical studio album by Tarja Turunen. (2013) - Angels Fall First (1997) - Oceanborn (1998) - Wishmaster (2000) - From Wishes to Eternity (2001) - Over the Hills and Far Away EP (2001) - Century Child (2002) - Once (2004) - Highest Hopes (2005) - End of an Era (2006) - Walking in the Air: The Greatest Ballads (2011) |

## Premii și nominalizări
Următoarea listă prezintă premiile obținute de Tarja Turunen.
| Anul | Juriul           | Categoria                         | Compoziția nominalizată | Rezultatul   |
| ---- | ---------------- | --------------------------------- | ----------------------- | ------------ |
| 2006 | Premiile Emma    | Solistul anului                   | —                       | Nominalizare |
| 2007 | Premiile Echo    | Debutul anului                    | My Winter Storm         | Nominalizare |
| 2007 | Premiile Emma    | Cel mai bun cântăreț din Finlanda | —                       | Nominalizare |
| 2007 | Sondaj Iltalehti | Cea mai bună voce finlandeză      | —                       | Câștigat     |
| 2009 | Premiile MFVF    | Cea mai bună și frumoasă voce     | —                       | Câștigat     |